# Forer-hatás

A horoszkópok (és általában az asztrológia) sikerességének egyik oka a Forer-hatás

A Forer-hatás (más néven Barnum-hatás vagy a személyes megerősítés téveszméje) szerint egy egyén nagy valószínűséggel bármely felületes, részletekbe nem bocsátkozó személyiség-jellemzést pontosnak, magára illőnek fog találni, ha azt a meggyőződést keltik benne, hogy az kifejezetten az ő számára készült.
A Forer-hatás a szubjektív megerősítés jelenségéhez kapcsolódik, melyről akkor beszélünk, ha valaki két, össze nem függő vagy véletlen esemény között kapcsolatot tételez fel valamely hit, elvárás vagy hipotézis alapján. (Például a horoszkóp tartalma és élete egy közeljövőben bekövetkező eseménye vagy épp aktuális érzései, személyiségképe között.)

## Forer kísérlete
1948-ban Bertram Forer pszichológus személyiségtesztet töltetett ki hallgatóival, akik így abban a hitben olvasták a később kézhez kapott elemzést, hogy az a teszt eredményei alapján készült. Az alanyok értékelésének átlaga a szöveg pontosságáról (vagyis arról, mennyire illik rájuk) a 0-tól 5-ig terjedő skálán 4,26 volt. Valójában mindenki ugyanazt a – Forer által horoszkópokból összeollózott – szöveget kapta:
Szükségét érzed annak, hogy az emberek kedveljenek és csodáljanak, de te hajlamos vagy az önkritikára. Személyiségednek vannak gyengeségei, de általában képes vagy az ellensúlyozásukra. Számottevő kihasználatlan képességgel rendelkezel, amit még nem fordítottál előnyödre. Kívülről fegyelmezettnek és önuralommal bírónak tűnsz, ám gyakran érzel aggodalmat vagy bizonytalanságot önmagadban. Néha komoly kétségeid vannak afelől, hogy jó döntést hoztál-e vagy a helyes dolgot cselekedted-e. Kedveled a változást és a változatosságot és elégedetlen vagy, ha kötöttségek és korlátok közé szorulsz. Büszke vagy független gondolkodásodra, és nem fogadod el mások kijelentéseit kielégítő bizonyíték nélkül; nem tartod azonban bölcs dolognak önmagad túl őszinte felfedését. Időnként kifelé forduló, barátságos és társaságkedvelő vagy, máskor befelé forduló, bizalmatlan és tartózkodó. Egyes vágyaid megalapozatlanok.

## A hatást befolyásoló tényezők
Későbbi tanulmányok szerint az alanyok magasabb értékelést adnak, ha
- azt hiszik, hogy az elemzés kizárólag rájuk vonatkozik
- megbíznak a kiértékelő tekintélyében
- az „elemzés” főként pozitív jellemvonásokat sorol fel

## Külső hivatkozások
- Online példa egyszerű személyiségtesztre